# Гаћеша
Гаћеша је српскохрватско презиме. Познате особе са овим презименом су:
- Драган Гаћеша (рођен 1965), српски фудбалер
- Никица Гаћеша (рођен 1983), хрватски фудбалер